# Шагурін Микола Якович
Микола Якович Шагурін (рос. Николай Яковлевич Шагурин, 16 вересня (29 вересня) 1908, Харків — пом.4 серпня 1983, Красноярськ) — російський радянський письменник-фантаст, який вважається зачинателем науково-фантастичної та пригодницької літератури новітнього часу в Сибіру.

## Біографія
Микола Шагурін народився у 1908 році в Харкові в сім'ї лікарів. Після закінчення школи він виїхав до Москви, де працював робітником на будівництві та одночасно навчався в електротехнічному технікумі. Після закінчення технікуму Шагурін працював електромонтером, а пізніше інструктором-кіномеханіком. У цей час майбутній письменник співпрацював із Спілкою войовничих безбожників, яка мала свою пересувну кіноустановку, механіком якої працював Шагурін, з якою він об'їздив кілька областей Центральної Росії. За кілька років, у 1930 році, за спогадами про свої поїздки Шагурін написав свою першу книжку «Безбожне кіно в селі», яка вийшла друком у московському видавництві «Театрокинопечать». Після цього він розпочав регулярно друкувати свої твори в московських журналах, зокрема «Вокруг света». За деякий час Шагуріну запропонували постійне місце виїзного кореспондента газети «Социалистический Казахстан», і він переїжджає до Алма-Ати. На основі своїх поїздок по Казахстану Шагурін у 1932 році публікує свою другу збірку «Повість про Тау-Сагиз». Пізніше він працює у низці газет Південного Казахстану. Далі Микола Шагурін отримує пропозицію перейти на роботу до багатотиражної газети будівельників Комиш-Бурунського залізорудного комбінату в Керчі, де він працював кілька років. У 1937 році Шагурін став редактором багатотиражної газети на полярному судні «Анастас Мікоян», і на цій посаді письменник пропрацював два роки, під час яких разом із екіпажем судна провів дві навігації в арктичному басейні. У 1939 році він повертається до Криму, де працює в редакції газети «Красный Крым». У 1940 році Шагурін публікує своє перше фантастичне оповідання «Химера», в якому дається опис війни майбутнього.
З початком радянсько-німецької війни Микола Шагурін спочатку евакуюється разом із газетою до Грозного, де його мобілізували до армії. Нетривалий час він служив у польовому госпіталі, проте його швидко демобілізували за станом здоров'я, та направили до Саратовської області працівником редакції газети «Колхозная стройка». Після повернення до Криму радянських військ Микола Шагурін повертається до Сімферополя, де він повертається до роботи в газеті «Красный Крым». Під час роботи в Криму Шагурін плідно працює в сатиричному жанрі, публікує багато фельєтонів. У цей час він також публікує збірку казок «Морські казки», яку різко розкритикували як на місцевому, так і на центральному рівні із звинуваченням автора в космополітизмі та вихвалянні всього іноземного. Після цього випадку Шагурін надовго закинув написання казок, і повернувся до них лише в останні роки життя.
За кілька років, у 1950 році, Миколі Шагуріну запропонували посаду власного кореспондента газети «Речной транспорт» в басейнах річкок Об, Іртиш, Лєна, Амур, із проживанням у Новосибірську. За два роки Шагурін перебирається до Красноярська, де він проживав до кінця життя. Після переїзду до Красноярська він публікує путівник «По Обі та Іртишу», а пізніше й нарис «Зодчі сибірського флоту». Під час проживання у Красноярську письменник плідно працює й у жанрі фантастики.
Останні роки свого життя письменник важко хворів. Помер Микола Шагурін 4 серпня 1983 року в Красноярську, похований на міському кладовищі «Бадамлик».

## Літературна творчість
Літературну творчість Микола Шагурін розпочав ще в кінці 20-х років ХХ століття, спочатку опублікувавши збірку нарисів про свою роботу кіномеханіка пересувної кіноустановки «Безбожне кіно в селі». Після публікації першої книги Шагурін плідно співпрацював із московськими журналами, і вже в 30-х роках вийшли друком і його перші фантастичні оповідання «Людина, яка померла позавчора», «Історія Ма-Тин-Фана, китайського солдата», «25000 біблій». У 1941 році вийшла друком і його перша фантастична повість «Лінія адмирала Клайнса». Під час роботи в Криму Микола Шагурін також видав збірку морських казок, проте за цю книгу письменника розкритикували за космополітизм та вихваляння всього іноземного, тому до казкових творів письменник повернувся лише через багато років. У період після радянського-німецької війни Шагурін опублікував значну кількість сатиричних творів.
Після переїзду до Сибіру Микола Шагурін писав майже виключно фантастичні твори. Більшість його фантастичних творів написані на теми, характерні для тогочасної радянської фантастики, зокрема повість «Рубінова зірка» є класичним радянським шпигунським твором, в якому описується спроба викрадення іноземними шпигунами виведеного радянськими селекціонерами сорту яблук із дуже великими лікувальними властивостями, у повісті «Острів великих блискавок» описується спроба викрадення способу отримання й акумулювання атмосферної електрики. Переважна більшість його творів, особливо ранніх, написані у стилі так званої «фантастики близького прицілу», хоча й серед цих творів є оповідання, в якому описується острів, який став останнім притулком капіталістів, постраждав після кількох воєн із застосуванням найновітніх видів озброєнь, після чого на ньому з'явились мутанти, які живуть під руїнами будівель на острові, а такі теми фантастичних творів були нехарактерними для радянської фантастики 30—50-х років ХХ століття. Пізніше Микола Шагурін також видав низку творів на космічну тематику, зокрема "Повернення «Зоряного Мисливця», «Міжпланетний патруль», "Операція «Синій Гном». Останнім виданим фантастичним твором письменника став його й найвдаліший твір — роман «Ця люта Єва», в якому йдеться про боротьбу з ураганами, управління погодою та пошук наукового артефакту невідомого призначення. Микола Шагурін також спричинився до розкриття таланту іншого письменника Сергія Павлова, з яким у 60-х роках минулого століття вони разом створили кілька фантастичних творів, зокрема «Кентавр випускає стрілу» та «Аргус проти Марса».
Не зважаючи на те, що рівень більшості творів Миколи Шагуріна відображає тогочасний рівень розвитку радянської фантастики, і він не мав у своїй творчості якихось особливих сюжетних нововведень, проте Микола Шагурін вважається одним із родоначальників фантастичної літератури в Сибіру та одним із тих авторів, які спричинились до розвитку жанру і становлення фантастики в Сибіру.

## Особисте життя
Микола Шагурін був одруженим, а його син Микола тривалий час працював тренером із підводного плавання в Красноярську.

### Романи
- 1983 — Эта свирепая Ева

### Повісті
- 1941 — Линия адмирала Клайнса
- 1950 — Алмазная рубашка
- 1954 — Рубиновая звезда
- 1956 — Остров Больших Молний
- 1961 — Завещание декабриста
- 1964 — Операция «Синий гном»
- 1965 — Аргус против Марса (у співавторстві з Сергія Павловим)
- 1967 — Кентавр выпускает стрелу (у співавторстві з С. Павловим, 1965)
- Цикл «Из Шахразады ХХ века»:
  - 1968 — Тугоухий игрок
  - 1978 — Новая лампа Аладдина
  - 1981 — Человек с тремя глазами
- 1981 — Морской подкидыш

### Оповідання
- 1930 — Человек, который умер позавчера
- 1930 — История Ма-Тин-Фана, китайского солдата
- 1930 — 25000 библий
- 1940 — Химера
- 1941 — Сказка о серебряном моряке
- 1946 — Удивительный корабль
- 1946 — Двенадцать адмиралов и храбрый Джек
- 1946 — Морские клады
- 1947 — Три матроса
- 1954 — Формула доктора Шаффа
- 1962 — Возвращение «Звездного охотника»
- 1963 — Кутья с хреном
- 1964 — Межпланетный патруль
- 1965 — Задача с тремя неизвестными
- 1966 — Репка
- 1972 — Тысяча чертей
- 1979 — Сочельник в горах
- 1981 — Первый мореход
- 1983 — Памятник Аэлите

### Документальні твори
- 1930 — Безбожное кино в деревне
- 1932 — Повесть о Тау-Сагызе
- 1947 — Знатный винодел
- 1955 — По Оби и Иртышу
- 1958 — Зодчие сибирского флота